# Tonfördelning
Tonfördelningen i en fotografisk bild visas genom ett histogram, ett grafiskt diagram bestående av en vertikal och en horisontell axel som visar hur tonerna är fördelade på den färdiga bilden.
Den vertikala axeln visar hur många pixlar som finns representerade vid en viss nivå. En underexponerad bild kan därför konstateras genom att tonfördelningen i histogrammet trycks ut längst till vänster på histogrammets horisontella axel. Omvänt kan en överexponerad bild karaktäriseras genom att tonfördelningen bara finns längst till höger på histogrammets horisontalaxel. För att bilden ska bli korrekt exponerad måste  tonfördelningen i bilden vara jämnt fördelad längs hela histogrammets horisontalaxel. I vissa situationer kan man medvetet skapa en över- respektive underexponering.
Hur pass välexponerad den slutliga bilden blir beror givetvis också på sambandet mellan bländare och exponeringstid, som vidarebefordrar informationen för tid och bländare till kamerans inbyggda ljusmätare. Denna är en hyperkänslig förkalibrerad anordning som är designad för att reagera på alla ljuskällor oavsett ljusintensitet.
Tonfördelningen i den färdiga bilden kommer att visas i ett histogram där överexponeringsvarningen blinkar för att tala om för fotografen vilka områden i bilden som ljuset är antingen för kraftigt eller för svagt. Många nya kameror har också ett så kallat RGB-histogram som visar tonfördelningen separat för de tre kanalerna rött, grönt och blått. På så sätt ser man mer exakt vilken kanal som är utbränd. Histogrammet är därför ett praktiskt verktyg och en god hjälp för att kontrollera hur välexponerad den färdiga bilden blir.